# Dedekind-ring
In de commutatieve algebra veralgemeent het begrip Dedekind-ring bepaalde eigenschappen van de gehele elementen van een algebraïsch getallenlichaam. In Dedekind-ringen geldt, in een abstracte vorm op het niveau van idealen, de unieke ontbinding in priemfactoren. Een Dedekind-ring zonder nuldelers is een Dedekind-domein.

## Formele definitie
Een Dedekind-ring is een commutatieve ring met eenheidselement die Noethers en integraal gesloten is, en waarvan ieder priemideaal dat verschilt van (0), een maximaal ideaal is.

## Voorbeelden en tegenvoorbeelden
Lichamen hebben geen priemidealen die verschillen van (0) en voldoen dus aan de definitie. Sommige auteurs sluiten lichamen evenwel uitdrukkelijk uit.
De ring der gehele getallen, en trouwens ieder hoofdideaaldomein, is een Dedekind-ring.
De ring der gehele elementen van een getallenlichaam (een eindige lichaamsuitbreiding van het lichaam der rationale getallen) is altijd een Dedekind-ring, maar niet altijd een hoofdideaaldomein. Dit soort ringen vormden het oorspronkelijke motief om Dedekind-ringen als abstract begrip te bestuderen (zie verder).
De ring der reële veeltermen in twee veranderlijken X en Y is Noethers en integraal gesloten, maar vormt geen Dedekind-ring. Immers, het priemideaal (X) is een strikte deelverzameling van het maximale ideaal (X,Y) en kan dus zelf niet maximaal zijn.

## Geschiedenis
Bij zijn studie van de laatste stelling van Fermat merkte Ernst Kummer voor het eerst op dat de gehelenring van sommige getallenlichamen geen hoofdideaalring was, zodat men niet langer zeker kon zijn van de unieke ontbinding in priemfactoren (zie: uniek factorisatiedomein). Zo gelden in de ring {\displaystyle \mathbb {Z} [{\sqrt {-5}}]} de volgende twee verschillende ontbindingen van het getal 6:
{\displaystyle 6=2\cdot 3=(1+{\sqrt {-5}})(1-{\sqrt {-5}})}
Kummer en Richard Dedekind voerden het begrip ideaal in, en Dedekind maakte een studie van de ringen die vervolgens naar hem genoemd werden. In Dedekind-ringen geldt niet noodzakelijk de unieke ontbinding van elementen in irreducibele elementen, maar wel de unieke ontbinding van een ideaal in priemidealen.

## Dimensie
De dimensie van een ring is het supremum van de lengtes van strikt stijgende ketens priemidealen. Een Dedekind-ring heeft per definitie dimensie 0 (lichaam) of 1.